# André Hissink

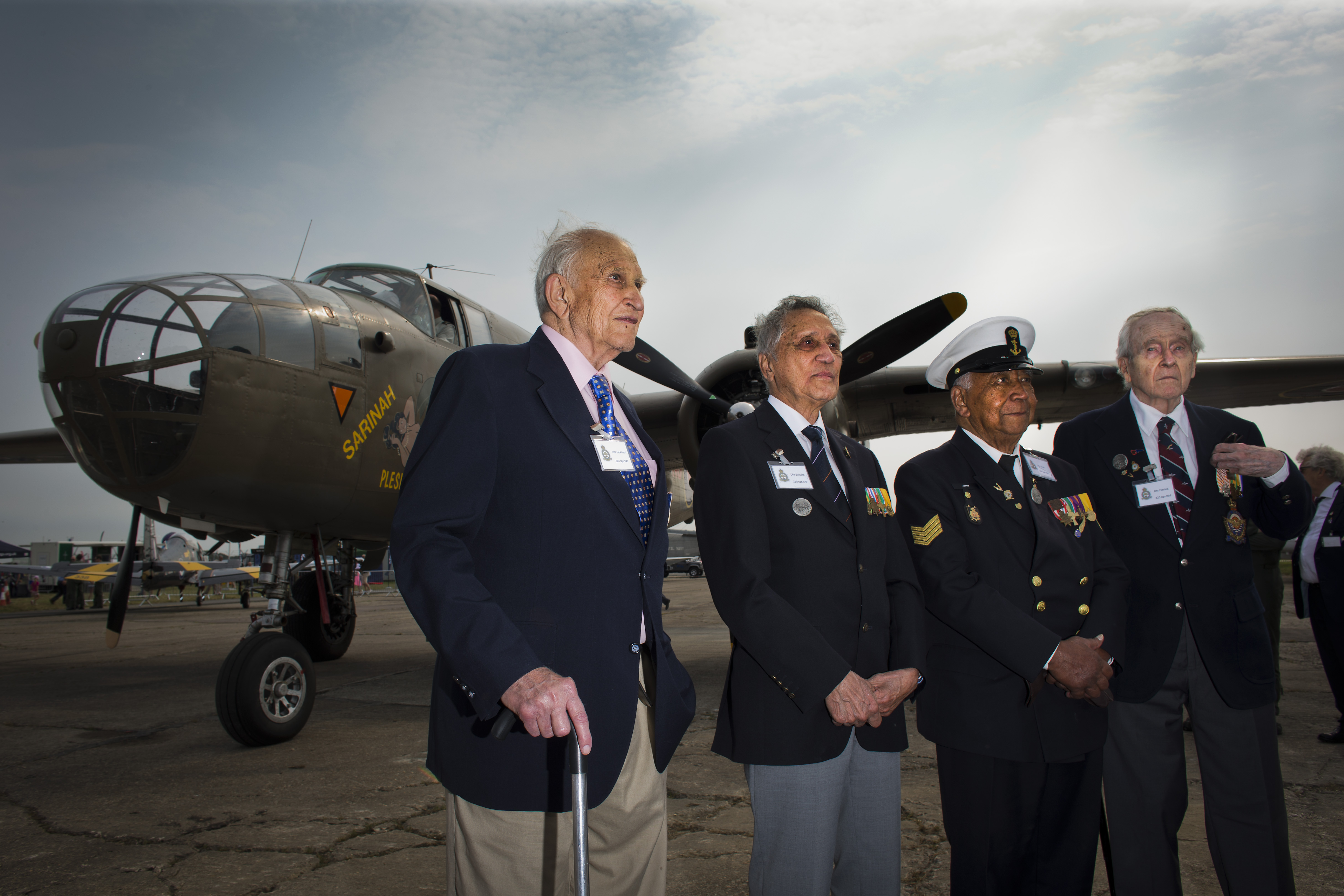
Hissink în 2016 (extrema dreaptă)

André Louis Armand Hissink (n. 26 iunie 1919, Batavia⁠(d), Indiile de Est Neerlandeze – d. 1 ianuarie 2024, Ontario, Canada) a fost un veteran de război olandez care a servit în Escadrila 320 olandeză a Forțelor Aeriene Regale Britanice (RAF) în timpul celui de-al Doilea Război Mondial. 

## Viață
André Louis Armand Hissink s-a născut la 26 iunie 1919 în Batavia, Indiile de Est Olandeze, mutându-se cu familia în Țările de Jos la vârsta de opt ani.  După liceu, a studiat dreptul la Universitatea din Utrecht, dar a abandonat-o după ce a fost recrutat în armată din cauza mobilizării. A scăpat de bombardamentul de la Rotterdam și a plecat în Marea Britanie. În 1943 și-a încheiat pregătirea de pilot în orașul său natal, Batavia, precum și în Statele Unite, după care s-a alăturat RAF ca pilot de bombardier. A devenit parte din Escadrila 320 olandeză, care a efectuat misiuni de război în Țările de Jos, Belgia, Franța și Germania. Hissink a fost împușcat din cer în decembrie 1944, după un atac asupra germanilor în timpul Bătăliei de la Bulge, dar a reușit să supraviețuiască. În total, a zburat 69 de ieșiri cu această escadrilă. 
Hissink a primit Crucea Zburătoare pe 21 decembrie 1944. 
După război, Hissink s-a întors în Olanda, unde a aplicat pentru locuri de muncă ca pilot, dar i s-a spus că nu are loc pentru el în aviația olandeză. A avut mai mult succes în străinătate, lucrând în Elveția, Noua Zeelandă și Canada. 
În mai 2022, Hissink, în vârstă de 102 ani, a apărut din nou la știri după ce și-a redobândit naționalitatea olandeză.  A trebuit să renunțe la asta în 1953 pentru a putea lucra în străinătate. Locuise în Ontario, Canada, din 1993. 
Hissink a murit la 1 ianuarie 2024, la vârsta de 104 ani. 